# Покрети бурага и мрежавца
Мешање садржаја преджелудаца код преживара мора бити темељно, чиме се ствара неопходан услов да се процес разлагања хранљивих материја успешно оконча.
Серија повезаних контракција преджелудаца почиње са двофазном контракцијом (две узастопне контракције) мрежавца (reticulum). Прва фаза траје 2-3 секунде и у њој се мрежавац не контрахује потпуно, док је друга контракција потпуна и настаје пре него што се мрежавац релаксира од прве. После друге контракције мрежавца наступа релаксација. Бифазна контракција мрежавца траје 8-12 секунди. За време храњења контракције мрежавца појављују се у интервалима од 35-40 секунди, а за време мировања интервали су дужи (код говеда до 75 секунди). У току прве фазе контрахује се и румино-ретикуларни набор, а за време друге кранијална бурагова гредица. Приликом потпуне контракције мрежавца и бурагове гредице, релативно течна, али по саставу честица хетерогена маса, усмерава своје струјање у предворје и дорзалну бурагову врећу. При овоме се залива чвршћи, релативно сувљи садржај бурага, што погодује расту бактеријске флоре. За време опуштања мрежавца, течност из бурага поново улази у мрежавац носећи са собом фине ситне честице садржаја бурага. Ове честице прелазе у листавац код следеће контракције мрежавца, пошто је у том времену отворен ретикуло-омазусни отвор, а тело листавца и сиришта је опуштено. Како је поменути отвор јако узан и обично прекривен грубљим влакнастим честицама хране, у листавац и сириште прелази само хомогена маса честица малих димензија, а у бураг се враћа мање хомогена маса. На тај начин, приликом контракција мрежавца, долази до сортирања садржаја по величини честица. После релаксације мрежавца почиње контракција дорзалне бурагове вреће.
Контракција бурага простире се од предње бурагове гредице према задњем делу у виду таласа, при чему се обе уздужне гредице контрахују синхроно и целокупна мускулатура зида дорзалне бурагове вреће која се налази између њих. Вентрални кружни набор и вентрална бурагова врећа су у том моменту опуштени, те садржај бурага из дорзалних делова прелази у вентралну врећу. Последња контракција у овом циклусу појављује се на вентралној бураговој врећи, вентралном кружном набору и каудо-вентралној слепој врећи. У то време дорзална врећа је опуштена, а контракција вентралне бурагове вреће потискује храну у кранијалне делове дорзалне вреће. Ова серија контракција доводи до подизања течности у њу (инфилтрација) и мешања са чврстим садржајем. Како се ниво течности диже, она се прелива у мрежавац, из вентралне бурагове вреће, пошто се на крају контракције вентралне бурагове вреће кранијална бурагова гредица опушта. Тиме је једна контракција, која траје око један минут, завршена. Овај контракциони талас усмерен је каудално и назива се примарна бурагова контракција. На ову контракцију понекад се одмах надовезује једна или више ванредних контракција, којој не претходе контракције мрежавца. Оне трају око пола минута. Овај талас почиње од задњег дела, простире се кранијално и назива се секундарна бурагова контракција. Сматра се да је она у вези са подригивањем гасова, који се накупљају у дорзалној бураговој врећи.
Код великих преживара подригивање је у 70% случајева везано са секундарном контракцијом дорзалне бурагове вреће. При овој контракцији мрежавац је релаксиран, а кардијални предео је празан. Број контракција бурага износи просечно 2,8 за време узимања хране, 2,3 за време преживања и 1,8 у минути за време мировања. Ове контракције могу се осетити када се длан руке стави на леву гладну јаму (fossa paralumbalis sinistra). Она се налази у троуглу између кврге кука (tuber coxae), задњег ребра и попречних наставака лумбалних пршљенова. Нормално се у току 5 минута појављује око 10-14 контракција. Патолошка стања бурага често доводе до смањења броја или потпуног изостанка контракција бурага. 